# Alkanna tubulosa
Alkanna tubulosa är en strävbladig växtart som beskrevs av Pierre Edmond Boissier. Alkanna tubulosa ingår i släktet Alkanna och familjen strävbladiga växter. Inga underarter finns listade i Catalogue of Life.